# Ventosilla de la Tercia
Ventosilla de la Tercia es una localidad española, perteneciente al municipio de Villamanín, en la provincia de León y la comarca de La Tercia del Camino, en la Montaña Central, Comunidad Autónoma de Castilla y León.
Situado sobre el cauce del río Bernesga.
Los terrenos de Ventosilla de la Tercia limitan con los de Villanueva de la Tercia al norte, Golpejar de la Tercia al noreste, Villamanín de la Tercia al este, Villasimpliz al sur, Buiza y Folledo al suroeste y Rodiezmo de la Tercia al oeste.
Perteneció al antiguo Concejo de la Tercia del Camino.